# Hausmacht
Hausmacht is een uit het Duits afkomstige term waarmee de erflanden van een dynastie in een feodale staat bedoeld worden. Dit fenomeen kwam in het bijzonder in het Heilige Roomse Rijk aan bod.
Het Heilige Roomse Rijk was een feodaal geheel dat bestond uit een groot aantal semi-onafhankelijke gebieden. Aan het hoofd van het rijk stond een keizer die door keurvorsten gekozen werd. De keizers regeerden daarnaast echter ook over gebieden waarvan ze, door erfelijkheid, de heerschappij bezaten. Deze gebieden worden de Hausmacht, Stammlanden of erflanden genoemd. 
Zo hadden de keizers uit het huis Luxemburg het hertogdom Luxemburg en later ook het koninkrijk Bohemen als hausmacht. De hausmacht van het huis Habsburg werd aanvankelijk gevormd door de Oostenrijkse erflanden, waar eind 15e eeuw de Habsburgse Nederlanden bij kwamen en onder keizer Karel V ook nog Spanje. De Oostenrijkse erflanden zouden vanaf de 16e eeuw uitgroeien tot een geheel dat ook wel de Habsburgse monarchie wordt genoemd.
Nadat de macht van de keizer vanaf de 12e eeuw aanzienlijk verzwakte, zorgden de gekozen keizers tijdens hun regeerperiode niet alleen voor handhaving van de keizerlijke macht, maar vooral ook voor privileges die de positie van hun hausmacht versterkten. 
Keizer Karel IV uit het huis Luxemburg deed dat via de Gouden Bul van 1356 voor Bohemen, waarop de Habsburgers op hun beurt reageerden met het (vervalste) Privilegium maius van 1358/'59 voor de Oostenrijkse erflanden terwijl keizer Karel V met de Transactie van Augsburg van 1548 voor de Habsburgse Nederlanden een vrijwel onafhankelijke status wist te verkrijgen.